# Cộng hòa Dahomey
Cộng hòa Dahomey (tiếng Pháp: République du Dahomey) được thành lập ngày 11 tháng 12 năm 1958 như một thuộc địa có quyền tự trị trong Cộng đồng Pháp. Trước khi đạt được quyền tự trị, nó được gọi là Dahomey thuộc Pháp, một phần của Liên hiệp Pháp. Vào ngày 01 tháng 8 năm 1960, Dahomey giành được độc lập hoàn toàn từ Pháp.
Năm 1975, nước này được đổi tên thành Bénin, theo tên vịnh Benin (mà lại được đặt theo tên Đế quốc Benin, trong đó bao gồm Thành phố Benin, Nigeria hiện nay), vì "Bénin" được coi là cụm từ mang tính trung lập về chính trị đối với tất cả các nhóm dân tộc trong đất nước này, trong khi "Dahomey" gợi nhớ tới Vương quốc Dahomey mà người Fon thống trị.

## Lịch sử
Cộng hòa Dahomey giành độc lập hoàn toàn từ Pháp ngày 1 tháng 8 năm 1960. Đất nước lâm vào tình trạng tranh giành quyền lực giữa  Justin Ahomadégbé-Tomêtin - kiểm soát vùng phía Nam và trung tâm, Sourou-Migan Apithy - kiểm soát vùng Đông Nam, và Hubert Maga - kiểm soát vùng phía Bắc.
Khi Dahomey giành độc lập, tổng thống đầu tiên của đất nước này là Maga. Một cuộc khủng hoảng chính trị năm 1958 đã giúp Phong trào Dân chủ Dahomey của Maga gia nhập một chính phủ liên minh, rồi một cuộc khủng hoảng nữa sau đó đã đưa Maga lên đứng đầu chính phủ vào tháng 4 năm 1959. Tuy nhiên thì tình trạng thỏa hiệp này tỏ ra không hiệu quả, và một cuộc nổi dậy tháng 10 năm 1963 đã dẫn đến một cuộc đảo chính, và Apithy được đưa lên làm tổng thống mới. Tình trạng bất ổn vẫn tiếp diễn và một cuộc đảo chính khác đã lật độ Apithy vào tháng 12 năm 1965.
Sau cuộc đảo chính đó, Đại tá Christophe Soglo trở thành tổng thống. Vốn là một cựu binh của quân đội Pháp, ông tự coi mình là Charles de Gaulle của Dahomey, đồng thời cấm toàn bộ các hoạt động chính trị với mục đích ổn định đất nước. Các quyền công dân được tái thiết lập vào năm 1968, nhưng do sự hỗn loạn từ trước đó nên quân đội vẫn đóng vai trò quan trọng trong chính trị của Dahomey. Vào tháng 10 năm 1972, cuộc đảo chính thứ 5 trong lịch sử quốc gia, lãnh đạo bởi Mathieu Kérékou đã loại bỏ liên minh chính phủ của Ahomadégbé, Apithy và Maga. Kérékou sau đó đã lên tiếng ủng hộ chủ nghĩa Marx-Lenin, tuyên bố giải thế Cộng hòa Dahomey và thành lập Cộng hòa Nhân dân Bénin vào 30 tháng 11 năm 1975.